# Język kemak
Język kemak, także ema – język austronezyjski używany w Timorze Wschodnim i Indonezji, przez członków grupy etnicznej Kemak.
Według danych z 2010 roku posługuje się nim 62 tys. mieszkańców Timoru Wschodniego (dystrykty Bobonaro i Ermera), natomiast całkowita liczba użytkowników wynosi 72 tysiące.
Dzieli się na szereg dialektów: nogo (nogo-nogo), kemak, marobo, haubaa, kailaku, maliana, atsabe, hatolia, atabae. Jest blisko spokrewniony z językami mambai i tokodede.
Jest zapisywany alfabetem łacińskim. 